# Horch 830
La Horch 830 era un'autovettura di fascia alta prodotta dal 1933 al 1940 dalla Casa automobilistica tedesca Horch.

## Storia e profilo

### Nascita del modello
All'inizio degli anni trenta del secolo scorso la gamma Horch era costituita da un'unica famiglia di modelli, sebbene essa si fosse diversificata in più varianti motoristiche. Tale famiglia di modelli prendeva il nome di Horch 8 ed era in quel perriodo costituita da versioni con motori compresi tra i 3 ed i 5 litri. La versione di base, ossia la 430, stava però riscuotendo un magro successo a causa del prezzo non molto distaccato da quello delle versioni con motori più grandi e potenti. Perciò si decise di correre ai ripari progettando da zero un nuovo modello con caratteristiche particolari che lo differenziassero dalla gamma di modelli superiori.

Artefice del nuovo progetto fu Fritz Fiedler, già autore del rinnovamento della stessa gamma della Horch 8 ed anche dell'ancor più prestigioso modello 670 con motore V12. E fu proprio su un motore a V che Fiedler volle nuovamente puntare , in particolare su un V8, che rispetto agli 8 cilindri in linea montati sulle Horch 8 risultava più compatto e quindi meno ingombrante all'interno del vano motore. Come cilindrata scelse sempre di rimanere sui 3 litri, ma il prezzo doveva essere decisamente più conveniente rispetto ai modelli superiori.

Nel 1932 vi furono due eventi di grande importanza per la storia della Horch: prima di tutto la Casa di Zwickau entrò a far parte del colosso sassone della Auto Union; secondo fatto importante furono le dimissioni di Fritz Fiedler che lasciò la Horch per approdare alla BMW. Il posto di Fiedler fu preso da Werner Strobel. Il Consiglio di Amministrazione dell'Auto Union esaminato il progetto cominciato da Fiedler, ne fu entusiasta e divenne talmente impaziente del nuovo modello che già il 5 novembre 1932, quando la futura 830 era ancora allo stadio di prototipo, ordinò che la vettura fosse presentata al successivo Salone dell'Automobile, vale a dire quello di Berlino, che si sarebbe tenuto nel mese di febbraio del 1933. Nonostante la vettura fosse ancora ampiamente da ultimare, venne comunque presentata al pubblico come vettura definitiva in occasione della kermesse berlinese.

### Caratteristiche
La 830 era una vettura dall'architettura tradizionale: nasceva cioè su di un telaio separato in acciaio con longheroni e traverse e con strutture aggiuntive sia davanti che dietro per il sostegno rispettivamente del motore e del serbatoio del carburante. Le sospensioni erano ad assale rigido con molle a balestra e freni a tamburo sulle quattro ruote con comando meccanico e con servofreno Perrot-Bendix. La "vestizione" del telaio nudo era affidata a carrozzieri esterni. In particolare, la Horch affidò il compito di vestire gli esemplari di serie alla Gläser di Dresda, ma non mancarono numerosi esemplari firmati da altre carrozzerie, come la Ambi-Budd. Tuttavia alcune componenti esterne come il frontale, con il disegno del radiatore e dei fari, furono realizzate direttamente dalla Horch ed incorporate al telaio nudo. Tale compito fu affidato in fase di progetto a Günther Mickwausch, sotto la responsabilità del capo del design Albert Locke. All'interno dell'abitacolo il cruscotto riprendeva il disegno di quello montato sui modelli 440 e 480 della gamma della Horch 8.

Ciò che la rendeva più moderna rispetto alle Horch 8 era il nuovo motore V8 da 3003 cm³ (alesaggio e corsa: 75x85 mm) con potenza massima di 62 CV a 3200 giri/min. Tale motore era costituito da due file di 4 cilindri con un angolo di 66° tra le bancate: se già di per sé tale costruzione era innovativa, specie fra i costruttori europei, lo diveniva ancor di più se si pensa che questo motore montava dei supporti elastici che riducevano le vibrazioni e consentivano così una marcia più confortevole. Tali supporti elastici furono realizzati su licenza concessa dalla Chrysler. Erano presenti comunque anche caratteristiche tipiche dei motori tradizionali, come ad esempio la distribuzione a valvole laterali con asse a camme centrale tra le due bancate.

La trasmissione era affidata ad un cambio manuale ZF a 4 marce con leva al centro del pavimento, cambio che trasferiva la coppia motrice al retrotreno.

A seconda delle carrozzerie montate, la 830 raggiungeva una velocità massima compresa tra i 110 ed i 115 km/h.

### Evoluzione
Durante il primo anno e mezzo di produzione, nonostante l'entrata della Horch nell'Auton Union, la 830 conservò il marchio della Casa di Zwickau. Questo fu uno dei principali segni distintivi esterni delle prime 830 rispetto alle versioni successive. La 830 fu inizialmente ordinabile a scelta in sei differenti varianti di carrozzeria: limousine a 4 o a 6 posti, limousine con carrozzeria aerodinamica, cabriolet a due porte e a 4 posti, cabriolet con carrozzeria aerodinamica e torpedo a 6 posti. I prezzii variavano tra i 7.500 ed i 9.300 RM a seconda delle carrozzerie e degli allestimenti scelti dall'acquirente. Durante il 1933 la vettura fu esposta anche nei Saloni automobilistici di Parigi e di Lipsia.

Se si calcola che la 430 aveva totalizzato nell'arco della sua carriera (dal settembre 1931 al maggio del 1933) solo 205 esemplari e che la 830 ne contò 200 solo tra quelli carrozzati dalla Ambi-Budd fino ad un totale di 1.861 esemplari realizzati, ciò dà un'idea di quanto fosse maggiore il successo che arrise al nuovo modello.

Nella primavera del 1934 il disegno del tetto venne aggiornato nella parte posteriore per dare modo a chi sedeva dietro di avere più spazio a disposizione.

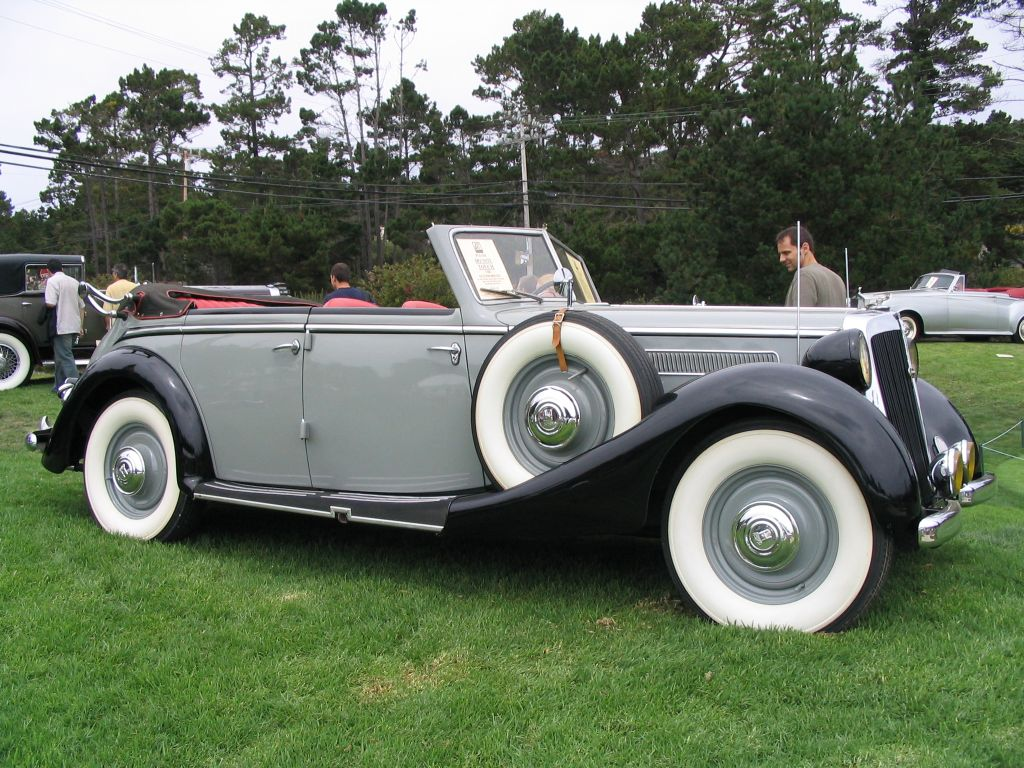
Una 930 V, erede della 830 BK

Nel novembre del 1934 la 830 venne sostituita dalla 830 B, che introdusse significative novità meccaniche, a partire dal nuovo avantreno a ruote indipendenti, sempre con molle a balestra. Un'altra novità veramente degna di nota fu l'arrivo del nuovo sistema frenante con comando idraulico al posto di quello con comando meccanico. Per quanto riguarda il motore, esso venne portato a 3248 cm³ di cilindrata, con una potenza massima che crebbe fino a 70 CV.

La produzione della 830 B durò solo pochi mesi: nel febbraio del 1935 venne infatti sostituita non da uno ma da due modelli: la 830 BK con telaio a passo normale (3.2 metri, lo stesso delle precedenti 830 ed 830 B) e la 830 BL a passo allungato di 15 centimetri. Questi modelli, che furono entrambi presentati al Salone di Berlino del 1935, condividevano la stessa base meccanica, con un motore dalla cilindrata ulteriormente aumentata e portata quindi a 3515 cm³ e con potenza massima salita a 75 CV. Il cambio, sempre uno ZF, fu provvisto anche di overdrive, mentre per quanto riguarda le sospensioni, l'avantreno non fu più a due balestre longitudinali ma ad una sola balestra trasversale. L'unica differenza meccanica tra la BK e la BL stava nel retrotreno, ad assale rigido classico nella versione a passo corto e a ponte De Dion nella versione a passo lungo.

Nel gennaio del 1937, ossia due anni dopo il suo lancio, la 830 BK venne tolta dal listino mentre la BL rimase ancora in produzione, ma con alcuni aggiornamenti al motore, tra cui due carburatori Solex invece di uno. Come risultato la potenza massima salì da 75 ad 82 CV. Esternamente la BL così aggiornata si distingueva per alcuni dettagli, come la diversa disposizione delle prese d'aria lungo i lati del cofano motore. Quanto alla versione a passo corto, invece, essa venne sostituita dalla 930 V, che usufruì dello stesso motore della BL rinnovata, ma utilizzava un nuovo telaio a passo ulteriormente accorciato rispetto alla sua progenitrice. A questo punto, quindi, sotto la famiglia della Horch 850 e derivate, vi erano la 830 BL con telaio a passo lungo (3.35 metri) e la 930 V con telaio a passo corto (3.10 metri). La meccanica della 930 V prevedeva alcuni aggiornamenti all'avantreno, ma anche lo stesso telaio era più robusto rispetto al precedente. Le carrozzerie previste erano tre: limousine, cabriolet e roadster. Mentre le prime due erano assemblate direttamente dalla Horch, le roadster furono ancora affidate alla carrozzeria Gläser.

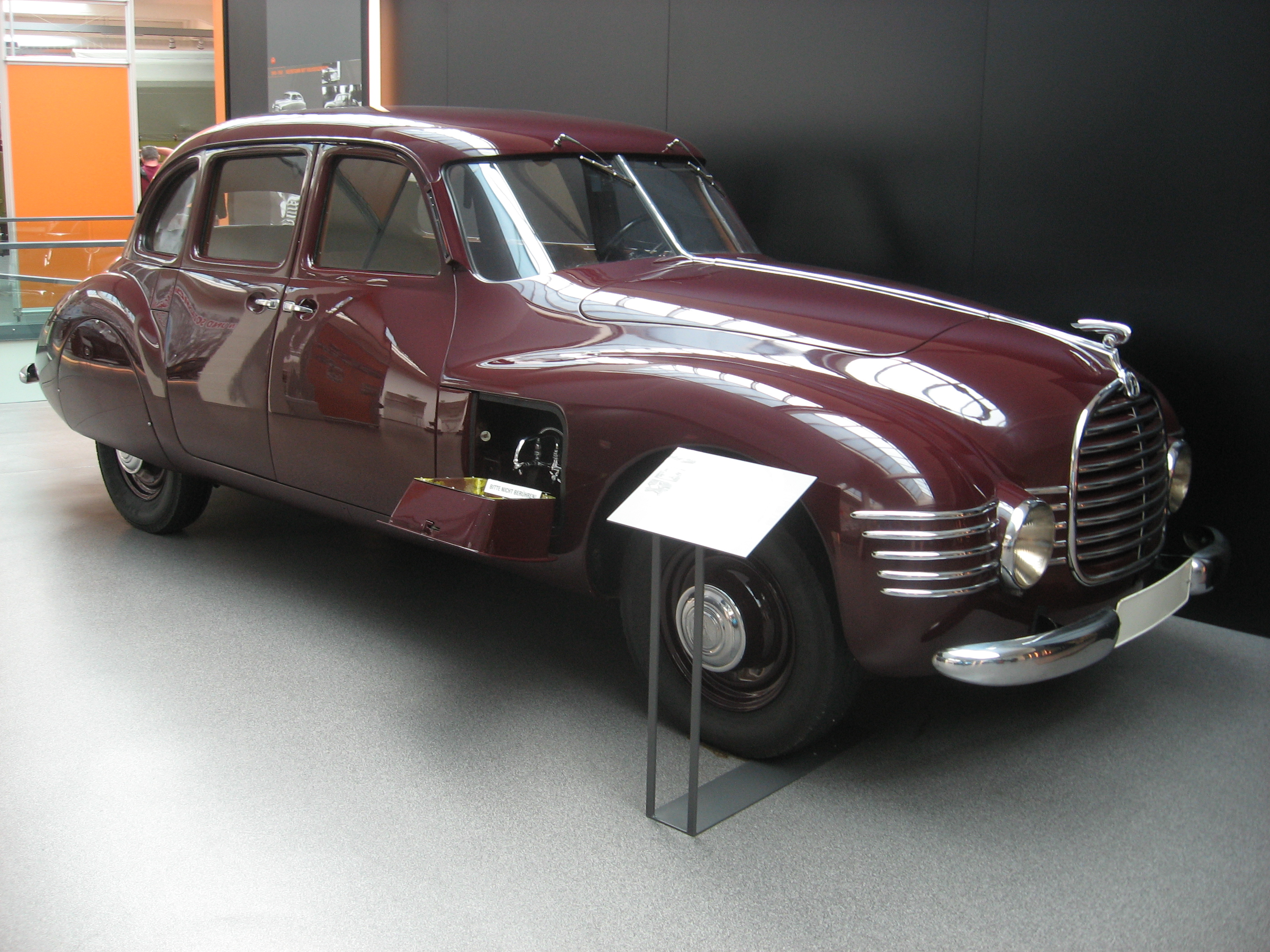
La 930 S, rimasta allo stadio di prototipo

Nel 1938 sia la 830 BL che la 930 V ricevettero un nuovo motore da 3821 cm³ in grado di erogare fino a 92 CV di potenza massima. Contemporaneamente vi fu l'arrivo di un nuovo cambio, sempre della ZF.

Nel 1939 al Salone di Berlino venne presentata la 930 S, dotata di carrozzeria aerodinamica, che però rimase allo stadio di prototipo e ne venne prodotta solo una manciata di esemplari, anche se sul numero esatto vi sono discordanze (il sito ufficiale dell'Audi parla di sei esemplari, ma presso il museo Horch di Zwickau si parla di due esemplari iniziali più sette successivi commissionati dal regime sovietico del dopoguerra). Fu l'ultima evoluzione della gamma 830/930: lo scoppio della seconda guerra mondiale mandò all'aria l'intero apparato industriale tedesco, ora sottomesso al volere del regime nazista. I due modelli di base della gamma Horch vennero prodotti fino ai primi mesi del 1940: la 930 V fino al mese di gennaio e la 830 BL fino ad aprile.

In totale vennero prodotti 11.582 esemplari dei modelli 830/930, ai quali vanno ad aggiungersi circa 5.200 esemplari del mezzo militare Kfz 11, derivato dalla 830 e prodotto fra il 1934 ed il 1938.

La 930 V e la sua "sorella" maggiore, la 830 BL furono le ultime Horch di lusso, così come le 850 e derivate. Entrambi questi modelli non avrebbero avuto eredi dirette al termine della guerra: il regime sovietico si impadronì di quella fetta di Germania in seguito nota come Germania dell'Est e requisì tutti gli stabilimenti presenti sul territorio, compreso quello della Horch, dove però, durante la seconda metà degli anni cinquanta, sarebbe stata prodotta la Sachsenring P240, spesso associata alla produzione Horch, anche se erroneamente.

Vale la pena menzionare ancora che un telaio di una 830 BL venne utilizzato nel 1953 per realizzare un esemplare unico destinato a Richard Bruhn, ex-dirigente della Horch durante gli anni '30 e detentore di una fetta del pacchetto azionario dell'intera Auto Union. Questa vettura, nota anche come Bruhn-Horch, fu prodotta ad Ingolstadt e viene considerata oggigiorno come l'ultima vera Horch mai prodotta. Aveva una carrozzeria molto più moderna che ricordava molto le contemporanee Mercedes-Benz 300. Questo esemplare è stato rinvenuto anni dopo in condizioni pietose ed è stato portato al museo Audi di Ingolstadt dove è tutt'oggi esposto.

### Riepilogo caratteristiche
Di seguito vengono riepilogate le caratteristiche relative alla gamma 830/930. I prezzi riportati sono espressi in reichsmark (RM) e si riferiscono al momento del debutto nel mercato tedesco, mentre la gamma non include il mezzo Kfz 11 per uso militare, né i prototipi e gli esemplari unici.
| Horch 830/930                      | |                                                        |                                                        |                                                                                       |                                                                                       |                                                                                       |                                                        |                                                        |
| Modello                            | 830 | 830 B                                                  | 830 BK                                                 | 830 BL                                                                                | 830 BL                                                                                | 830 BL                                                                                | 930 V                                                  | 930 V                                                  |
| Anni di produzione                 | 02/1933-11/1934 | 11/1934-02/1935                                        | 01/1935-01/1937                                        | 1935-37                                                                               | 1937-38                                                                               | 1938-40                                                                               | 1937-38                                                | 1938-40                                                |
| Prezzo al debutto in RM            | 7.500-9.300 | 7.750-9.300                                            | 7.750-9300                                             | 9.750-12.750                                                                          | 9.900-12.900                                                                          | 10.150-14.000                                                                         | 8.500-13.750                                           | 8.850-14.000                                           |
| Esemplari prodotti                 | 1.861 | 124                                                    | 1.414                                                  | 6.123                                                                                 | 6.123                                                                                 | 6.123                                                                                 | 2.060                                                  | 2.060                                                  |
| Carrozzerie disponibili            | Limousine 4 posti normale o aerodinamica Cabriolet 2 porte 4 posti normale o aerodinamica Limousine 6 posti Torpedo 6 posti | Limousine 4 posti Cabriolet 2 porte 4 posti            | Limousine 4 posti Cabriolet 2 porte 4 posti            | Limousine 6 posti Cabriolet 4 porte 4 posti Cabriolet 4 porte 6 posti Torpedo 6 posti | Limousine 6 posti Cabriolet 4 porte 4 posti Cabriolet 4 porte 6 posti Torpedo 6 posti | Limousine 6 posti Cabriolet 4 porte 4 posti Cabriolet 4 porte 6 posti Torpedo 6 posti | Limousine 4 posti Cabriolet 2 porte 4 posti Roadster   | Limousine 4 posti Cabriolet 2 porte 4 posti Roadster   |
| Telaio                             | Telaio separato in acciaio con longheroni e traverse                                                                        | Telaio separato in acciaio con longheroni e traverse   | Telaio separato in acciaio con longheroni e traverse   | Telaio separato in acciaio con longheroni e traverse                                  | Telaio separato in acciaio con longheroni e traverse                                  | Telaio separato in acciaio con longheroni e traverse                                  | Telaio separato in acciaio con longheroni e traverse   | Telaio separato in acciaio con longheroni e traverse   |
| Passo (mm)                         | 3.200 | 3.200                                                  | 3.200                                                  | 3.350                                                                                 | 3.350                                                                                 | 3.350                                                                                 | 3.100                                                  | 3.100                                                  |
| Posizione motore                   | Anteriore longitudinale | Anteriore longitudinale                                | Anteriore longitudinale                                | Anteriore longitudinale                                                               | Anteriore longitudinale                                                               | Anteriore longitudinale                                                               | Anteriore longitudinale                                | Anteriore longitudinale                                |
| Numero e disposizione dei cilindri | 8 cilindri a V con angolo di 66° tra le bancate                                                                             | 8 cilindri a V con angolo di 66° tra le bancate        | 8 cilindri a V con angolo di 66° tra le bancate        | 8 cilindri a V con angolo di 66° tra le bancate                                       | 8 cilindri a V con angolo di 66° tra le bancate                                       | 8 cilindri a V con angolo di 66° tra le bancate                                       | 8 cilindri a V con angolo di 66° tra le bancate        | 8 cilindri a V con angolo di 66° tra le bancate        |
| Cilindrata (cm³)                   | 3003 | 3248                                                   | 3515                                                   | 3515                                                                                  | 3515                                                                                  | 3821                                                                                  | 3515                                                   | 3821                                                   |
| Alesaggio x corsa (mm)             | 75x85 | 78x85                                                  | 78x92                                                  | 78x92                                                                                 | 78x92                                                                                 | 78x100                                                                                | 78x92                                                  | 78x100                                                 |
| Alimentazione                      | Un carburatore doppio corpo Solex 32 IFFP                                                                                   | Un carburatore doppio corpo Solex 32 IFFP              | Un carburatore doppio corpo Solex 32 IFFP              | Un carburatore doppio corpo Solex 32 IFFP                                             | due carburatori doppio corpo Solex 30 BFHC1                                           | due carburatori doppio corpo Solex 30 BFHC1                                           | due carburatori doppio corpo Solex 30 BFHC1            | due carburatori doppio corpo Solex 30 BFHC1            |
| Rapporto di compressione           | 6:1 | 6:1                                                    | 6:1                                                    | 6:1                                                                                   | 6.3:1                                                                                 | 6.1:1                                                                                 | 6.3:1                                                  | 6.1:1                                                  |
| Potenza massima (CV/giri al min)   | 62/3200 | 70/3200                                                | 75/3600                                                | 75/3600                                                                               | 82/3500                                                                               | 92/3600                                                                               | 82/3500                                                | 92/3600                                                |
| Trazione                           | Posteriore | Posteriore                                             | Posteriore                                             | Posteriore                                                                            | Posteriore                                                                            | Posteriore                                                                            | Posteriore                                             | Posteriore                                             |
| Frizione                           | Monodisco a secco | Monodisco a secco                                      | Monodisco a secco                                      | Monodisco a secco                                                                     | Monodisco a secco                                                                     | Monodisco a secco                                                                     | Monodisco a secco                                      | Monodisco a secco                                      |
| Cambio                             | Manuale ZF a 4 marce | Manuale ZF a 4 marce                                   | Manuale ZF a 4 marce con overdrive                     | Manuale ZF a 4 marce con overdrive                                                    | Manuale ZF a 4 marce con overdrive                                                    | Manuale ZF a 4 marce con overdrive                                                    | Manuale ZF a 4 marce con overdrive                     | Manuale ZF a 4 marce con overdrive                     |
| Sospensioni ant.                   | assale rigido con molle a balestra                                                                                          | ruote indipendenti (quadrilateri) con molle a balestra | ruote indipendenti (quadrilateri) con molle a balestra | ruote indipendenti (quadrilateri) con molle a balestra                                | ruote indipendenti (quadrilateri) con molle a balestra                                | ruote indipendenti (quadrilateri) con molle a balestra                                | ruote indipendenti (quadrilateri) con molle a balestra | ruote indipendenti (quadrilateri) con molle a balestra |
| Sospensioni post.                  | assale rigido con molle a balestra                                                                                          | assale rigido con molle a balestra                     | assale rigido con molle a balestra                     | ponte De Dion con molle a balestra                                                    | ponte De Dion con molle a balestra                                                    | ponte De Dion con molle a balestra                                                    | ponte De Dion con molle a balestra                     | ponte De Dion con molle a balestra                     |
| Impianto frenante                  | freni a tamburo sulle 4 ruote con comando meccanico                                                                         | freni a tamburo sulle 4 ruote con comando idraulico    | freni a tamburo sulle 4 ruote con comando idraulico    | freni a tamburo sulle 4 ruote con comando idraulico                                   | freni a tamburo sulle 4 ruote con comando idraulico                                   | freni a tamburo sulle 4 ruote con comando idraulico                                   | freni a tamburo sulle 4 ruote con comando idraulico    | freni a tamburo sulle 4 ruote con comando idraulico    |
| Pneumatici                         | 5.50-18/6.00-18 | 5.50-18/6.00-18                                        | 6.00-18                                                | 6.50-17                                                                               | 7.00-17                                                                               | 7.50-17                                                                               | 6.50-17                                                | 6.50-17                                                |
| Massa in ordine di marcia          | 1.650-1.730 | 1.650                                                  | 1.840                                                  | 1.950                                                                                 | 2.030                                                                                 | 2.100                                                                                 | 1.900                                                  | 1.960                                                  |
| Serbatoio                          | 65 | 65                                                     | 65                                                     | 75                                                                                    | 75                                                                                    | 75                                                                                    | 70                                                     | 70                                                     |
| Velocità massima                   | 110-115 | 115                                                    | 120                                                    | 115                                                                                   | 120                                                                                   | 125                                                                                   | 125                                                    | 130                                                    |
| Consumo medio                      | 18 | 18                                                     | 18                                                     | 19                                                                                    | 20                                                                                    | 20                                                                                    | 19                                                     | 19                                                     |